# Gibetón
Gibetón (hebreo: Gibbethôn, que significa: montículo o lugar alto); fue una ciudad Israelita y Filistea, que sufrió dos sitios entre el 909 y el 885 a. C. Está ciudad es la actual Tell el-Melât, que queda al Nordeste de Ecrón.

## Ubicación
Esta ciudad queda en el país de Israel; pero  en la antigüedad fue una ciudad Cananea que fue conquistada por Josué, pero tiempo después estuvo bajo el dominio de los filisteos. Josué dio está ciudad a la tribu de Dan; y queda a 9,5 km al sur de Lida, y al oeste de Gezer, y al este de Ecrón.

## Historia
Esta fue una ciudad Cananea que Josué conquistó, y después lo dio a la tribu de Dan en la repartición de las tierras, y está ciudad fue asignada a los levitas coatitas. Tiempo después los filisteos tomaron la ciudad y habitaron en ella, por muchos años.
Nadab rey de Israel trató de reconquistar la ciudad en el año 909 a. c., pero mientras la sitiaba, Baasa conspiró contra él,  lo mató, y reinó en su lugar.
Un cuarto de siglo más tarde, Ela, hijo de Baasa, rey de Israel, sitió a la ciudad en el año 885 a. C., y estuvo en la casa de su mayordomo Arsa en Tirsa, y Zimri, comandante de la mitad de los carros, conspiró contra él, lo mató, y reinó en su lugar.
Cuando la noticia llegó al campo de batalla en Gibetón, los soldaron eligieron a Omri de Gibetón por rey, y Zimri al verse acorralado se quemó en el palacio.
Sargón II, rey de Asiria describió la conquista de la ciudad en las paredes de su palacio entre los triunfos de su campaña en 712 a. C.